# Glibette
La glibette (arabe : قلوب), signifiant cœur, pépin ou noyau, est une préparation populaire tunisienne de graines de tournesol ou de courge séchées, grillées avec très peu d'huile et salées.
En dehors de la Tunisie, une préparation similaire se mange en Europe, au Mexique et dans les pays hispaniques. Les graines de tournesol sont aussi mangées par les oiseaux ou autres animaux.

## Intérêt nutritionnel
Les graines de tournesol sont riches en fer mais aussi en vitamine E et acide linoléique.

## Origine
La graine de tournesol est le fruit d'une plante originaire du Mexique et du Pérou et cultivée par les Amérindiens depuis plus de 5 000 ans. Son apparition en Tunisie coïncide avec l'arrivée des Juifs andalous chassés d'Espagne par la reconquête (Reconquista).
En effet, c'est depuis Séville que les glibettes sont ramenées des Amériques et auraient pu transiter jusqu'à Tunis.

## Consommation
1. Placer la graine verticalement entre les incisives ;
2. Appuyer pour casser l'écorce en deux (cette phase est la plus délicate car il convient de ne pas appuyer trop fort pour ne pas écraser la glibette mais suffisamment fort pour l'ouvrir) ;
3. Aspirer le tout dans la bouche ;
4. Effectuer des mouvements de la langue et des dents pour séparer l'écorce de la graine ;
5. Recracher l'écorce en soufflant ou la retirer de la bouche avec les doigts avant de la jeter ;
6. Croquer la graine restée dans la bouche puis la manger.

Une autre méthode pour ceux qui n'y arrivent pas et qui aiment l'écorce salée des glibettes noires : manger directement une poignée de dix à quinze glibettes d'un coup sans passer par les étapes 1, 2, 4 et 5.

## Particularité tunisienne
Des écriteaux avec l'inscription « interdit de fumer, de cracher et de manger des glibettes » sont partout présents dans les salles de cinéma tunisiennes. Cela n'empêche pas de trouver les planchers des salles jonchés d'écorces à la fin des séances.